# Florián Trittel
Florián Trittel (23 de maio de 1994) é um velejador espanhol.

## Carreira
Florian Trittel nasceu na Suíça e vive na Espanha desde os três anos de idade. Filho de uma família alemã de velejadores que vivia em Barcelona, começou a velejar aos seis anos de idade no Club Nàutic d'Arenys de Mar e mais tarde progrediu no treinamento no Club Nàutic El Balís de Sant Andreu de Llavaneres. Ele representa a Real Federação Espanhola de Vela internacionalmente.
Ele tem experiência profissional em várias classes de vela. Em 2012, ele ganhou o Campeonato Mundial da classe 29er em conjunto com Carlos Robles. Como atleta solo no kitesurf, ele conquistou uma medalha de prata no Campeonato Europeu de Formula Kite em 2014 e bronze em 2016. Na classe 49er, ele mostrou classe mundial com pontuações de três vitórias consecutivas de medalhas no Campeonato Mundial de 49er entre os anos de 2022 e 2024 junto com Diego Botín, bem como ouro no Campeonato Europeu de 49er de 2022.
Florian Trittel competiu em duas Olimpíadas de Verão. Ele terminou em sexto em Tóquio 2020 na classe Nacra 17 em conjunto com Tara Pacheco. Em Paris 2024, ele ganhou sua primeira medalha de ouro olímpica na classe 49er junto com Botín.
Ele faz parte da seleção espanhola de Sail GP e ajudou a equipe a vencer a quarta temporada com Botín como piloto e ele próprio como aparador de asas.